# Nadolnik (powiat szamotulski)
Nadolnik – osada w Polsce położona w województwie wielkopolskim, w powiecie szamotulskim, w gminie Wronki.
Miejscowością nadrzędną jest wieś Obelzanki.
W latach 1954–1959 wieś należała i była siedzibą władz gromady Nadolnik, po jej zniesieniu w gromadzie Wronki. W latach 1975–1998 miejscowość należała administracyjnie do województwa pilskiego.